# Boutefas
Le boutefas est une charcuterie vaudoise et fribourgeoise (du canton de Vaud et du canton de fribourg , en Suisse). 
Porte également le nom de botato dans certains villages du canton de Vaud. 
Il est conditionné dans un cæcum de porc fermé par une ficelle. Son aspect extérieur est brun doré, et la chair est de couleur rose rouge, de granularité régulière. Le poids est compris entre 600 g et 3 kg, et sa forme est caractérisée par les bourrelets du cæcum. Le boutefas a l'arôme traditionnel de charcuterie de porc, légèrement fumé.

## Étymologie
L’étymologie est incertaine. L'explication répandue, avec rattachement à la famille de « bouter » (chasser) (« boute-faim », qui chasse la faim) n’est guère possible pour des raisons phonétiques. La solution la plus vraisemblable consiste à analyser boutefas en bas latin buttis (« tonneau », « outre ») et -fars (radical de « farcir »).
Plus ancienne attestation : 1634, sous la forme bourrifas (avec influence de « bourrer ») ; boutefa en 1868. Ce mot se retrouve dans l’occitan boutifarro (« gros joufflu ») et le catalan botifarra ou boutifarre (sorte de saucisse), emprunté par l’espagnol sous la forme butifarra.
Le boutefas est donc en quelque sorte une « outre farcie », ce qui se comprend par la nature de la préparation.

## Composition
L'ingrédient principal composant le boutefas est la viande de porc. Les proportions et le mélange des différents ingrédients varient d'un charcutier à l'autre. Par exemple, Philippe Haenni, boucher primé lors d’un concours en 2015, utilise deux tiers de viande maigre de porc, un tiers de lard, du sel, du poivre et des épices.
La valeur énergétique d'un boutefas varie en fonction de sa masse et de sa composition, mais en moyenne, un boutefas fait 800 g et 100 g contiennent 15 % de protéines, 35 % de lipides, et 0,5 % de glucides pour une valeur énergétique de 1 627 kJ.